# Pedipes jouani
Pedipes jouani is een slakkensoort uit de familie van de Ellobiidae. De wetenschappelijke naam van de soort is voor het eerst geldig gepubliceerd in 1862 door Montrouzier.